# Ucraïnització
La ucraïnització (en ucraïnès: українізація) és la política per afavorir i incrementar la utilització de l'Idioma ucraïnès, així com promoure altres elements de la cultura ucraïnesa, en diverses esferes de la vida pública com l'educació, publicacions, govern i religió. El terme és usat en contraposició amb el de russificació, que es refereix a la implementació del conjunt de mesures polítiques soviètiques, dutes a terme en la dècada de 1920, encaminades a reforçar el poder soviètic al territori de la Ucraïna soviètica i a les regions del sud de l'RSFS de Rússia i que inclouen processos de foment de la cultura i l'idioma rus. Per això el terme ucraïnització habitualment té una connotació de resposta per pal·liar les conseqüències d'assimilació russa prèvia, tot i que en alguns casos respon a la polonització i romanització en algunes de les regions de l'oest d'Ucraïna.